# Biserici de lemn din Mureș

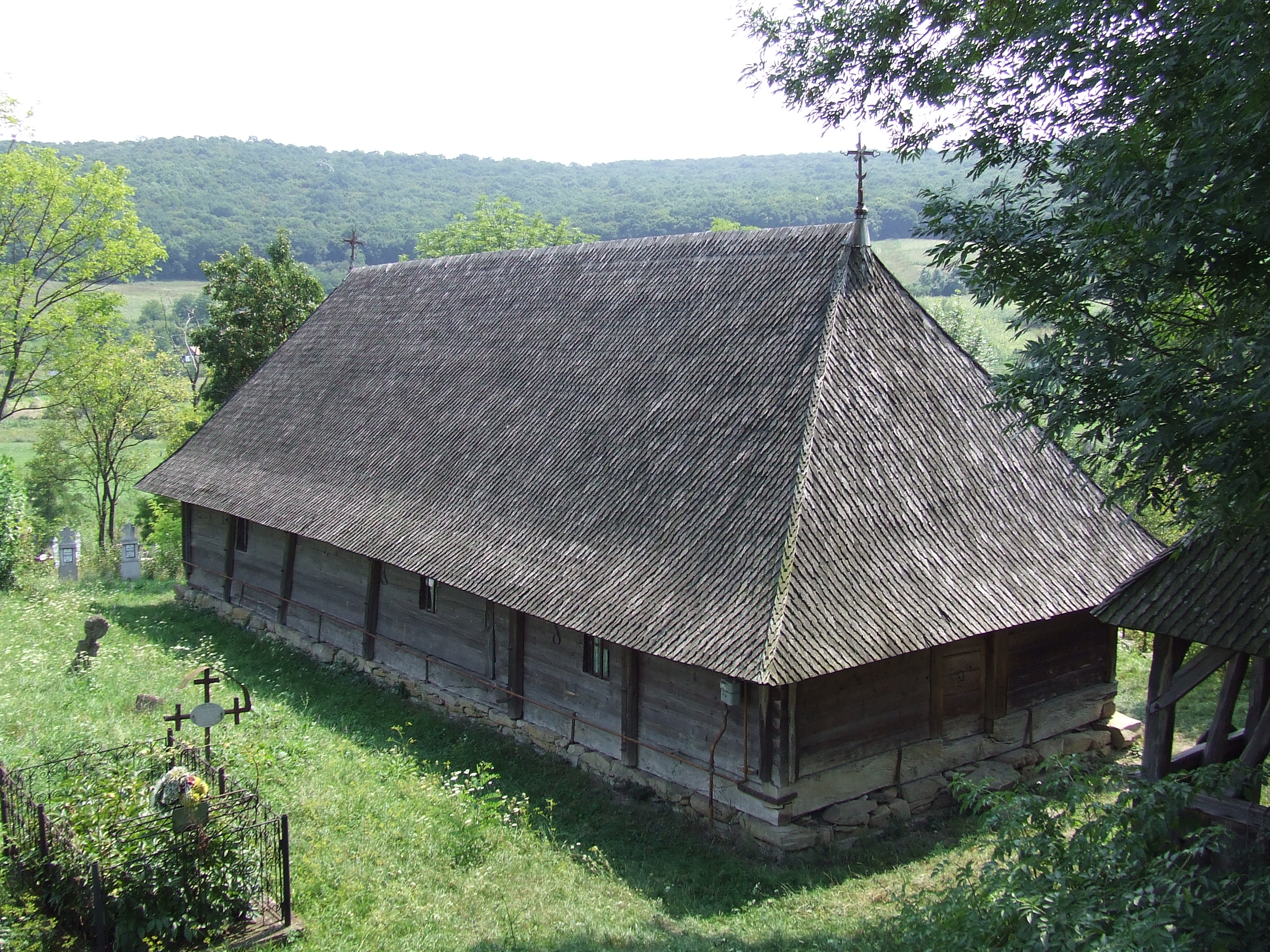
Biserica de lemn din Deag cu hramul Buna Vestire, județul Mureș. Foto: august 2009

Bisericile de lemn din Mureș fac parte din grupul de biserici de lemn din Transilvania și din familia de biserici de lemn românești.

## Documentare
Călătorul englez Charles Boner ne-a lăsat una dintre primele descrieri a bisericilor de lemn de pe valea Mureșului, publicată în anul 1865. Între Toplița și Reghin el a remarcat satele de români de pe dealurile mărginașe, „cu biserica lor de lemn, pictată, așezată pe o mică culme; pentru că bisericile ortodoxe, dacă e posibil, sunt mai întotdeauna așezate pe un deal sau o ridicătură. Sunt ridicate din bârne, ca o casă de lemn, cu capetele ieșite una peste alta la încheieturi. Se întâlnesc adesea pridvoare arcuite în jurul clădirii și acestea, la fel ca și portalul și pereții sunt decorate cu arabescuri ornamentale colorate și cu chipuri de sfinți. Toate acestea arată, desigur, o artă rudimentară, dar nu lipsită de frumusețe.”

## Biserici de lemn
Bisericile de lemn, adevărate monumente de artă populară românească, constituie, în prezent, importante dovezi materiale ale permanenței românești în arealul carpatic. Fără a fi un fenomen specific doar unei anumite zone geografice locuite de români, lăcașurile de cult realizate din lemn se constituie într-o caracteristică a vieții spirituale a românilor din toate regiunile istorice ale țării (Transilvania, Maramureș, Crișana, Banat, Oltenia, Muntenia, Moldova). Indiferent de zona geografică din care provin, bisericile de lemn se caracterizează printr-o unitate tipologică a tehnicii de construcție, formelor arhitectonice și ornamentelor.
Cu toate piedicile și greutățile rezultate din statutul de „tolerați” impus populației românești, arealul transilvan a cunoscut de-a lungul secolelor trecute o abundență de lăcașuri de cult românești din lemn, un număr prea mic dintre acestea păstrându-se până în zilele noastre, în principal datorită perisabilității materialului din care au fost construite ori pierderii identității românești a populației. Astfel, în județul Mureș, la finele secolului XX, mai existau doar 70 de biserici de lemn, un număr de 154 de astfel de lăcașuri cât și 25 de mănăstiri și schituri dispărând.
Pentru datarea bisericilor de lemn și, mai ales, pentru evidențierea procentului însemnat pe care populația românească l-a avut în zonă, s-au dovedit a fi de un real interes, pentru cercetătorii care s-au aplecat asupra acestui domeniu, conscripțiile întocmite în secolele XVIII – XIX: Conscripția din 1733 a episcopului greco-catolic Ioan Inocențiu Clain, din anul 1750 a vicarului episcopesc Petru Pavel Aaron, dintre anii 1760-1762 a generalului austriac Buccow, din anul 1805 întocmită pentru confesiunea ortodoxă de Comisia Consistoriului din Sibiu. Pe lângă acestea, un sprijin documentar important în stabilirea proporției credincioșilor aparținând confesiunilor românești (ortodoxă și greco-catolică) îl constituie Șematismul jubiliar greco-catolic din anul 1900 (Șematism – publicație a episcopiei destinată cunoașterii parohiilor și bisericilor, ce cuprinde: numărul credincioșilor, date istorice, date privind biserica și construcțiile aferente, preoții care au slujit etc.).
În cadrul unei analize a lăcașurilor de cult din zona Sătmarului, Fr. Schulz face o apreciere ce relevă valoarea intrinsecă a bisericilor de lemn românești: „Bisericile norvegiene nu oferă nici pe departe, în formele lor esențiale, claritatea și conștiința de sine arhitecturală de a face efect prin masele principale, precum este cazul aici, ci se pierd în detalii exagerate, sălbatice, romantice, neglijând formele de bază” ... „Impresia ce lasă aceste biserici de lemn este neobișnuită, covârșitoare”, „...aceste clădiri de lemn perfecte sunt opere de artă arhitecturală în felul lor”, „...simplul meseriaș a creat clădiri, pe care posteritatea le poate aprecia ca remarcabile”.